# Lescure-d'Albigeois
 Lescure-d'Albigeois  es una población y comuna francesa, ubicada en la región de Mediodía-Pirineos, departamento de Tarn, en el distrito de Albi y cantón de Albi-Nord-Est.

## Demografía
| 2123 | 2440 | 2810 | 2840 | 3229 | 3660 |
| Para los censos de 1962 a 1999 la población legal corresponde a la población sin duplicidades (Fuente: INSEE [Consultar]) |      |      |      |      |      |

Forma parte de la aglomeración urbana de Albi.